# Emánuel Filibert savoyai herceg
Savoyai Emánuel Filibert (olaszul: Emanuele Filiberto di Savoia, ismert ragadványnevén a Vasfejű, olaszul: Testa di ferro; Chambéry, Savoyai Hercegség, 1528. július 8. – Torino, Savoyai Hercegség, 1580. augusztus 30.), a Savoyai-házból származó herceg, spanyol szolgálatban álló hadvezér, III. Jó Károly herceg és Portugáliai Beatrix egyetlen felnőttkort megért gyermeke, aki 1553–tól névlegesen, 1559-től ténylegesen is Savoya uralkodó hercege, Piemont hercege, 1555 és 1559 között a Habsburg Németalföld spanyol királyi kormányzója II. Fülöp spanyol király uralkodása alatt.

## Élete

### Származása

Emánuel Filibert arcképe

Savoyai Emánuel Filibert herceg 1528-ban született Chambéryben, a Savoyai Hercegség fővárosában.
Édesapja a Savoyai-házból való III. (Jó) Károly savoyai herceg (1486–1553) volt, II. (Bresse-i) Fülöp savoyai hercegnek (1438–1497) és második feleségének, Claudine de Brosse-nak (1450–1513) legidősebb fia.
Édesanyja Beatrix portugál infánsnő (1504–1538) volt, I. (Szerencsés) Mánuel portugál királynak (1469–1521) és második feleségének, Aragóniai Mária spanyol infánsnőnek (1482–1517) leánya.
Szülei házasságából kilenc gyermek született, de egyedül Emánuel Filibert érte meg a felnőttkort:
- Hadrián János Amadé (Adriano Giovanni Amadeo, 1522–1523), Piemont hercege,
- Lajos (Ludovico, 1523–1536), Hadrián halála után Piemont hercege,
- Emánuel Filibert (Emanuele Filiberto, 1528–1580), Lajos halála után Piemont hercege, trónörökös, aki Valois Margitot, Berry hercegnőjét, II. Henrik francia király leányát vette el.
- Katalin (Caterina, 1529–1536),
- Mária (1530–1531),
- Izabella (1532–1533),
- Emánuel (+/† 1533),
- Emánuel (+/† 1534),
- János Mária (Giovanni Maria, 1537–1538)

Anyja, Beatrix portugál infánsnő V. Károly német-római császár sógora volt. (Nővére, Izabella infánsnő 1526-ban a császárhoz ment feleségül.) Anyai nagyapjának, I. Mánuel portugál királynak harmadik felesége, Habsburg Eleonóra királyné V. Károly császár nővére volt.

### A spanyol király hadvezére
A Savoyai Hercegség a Német-római Birodalom hűbérese volt. III. Károly herceg másodszülött fiát eredetileg egyházi pályára szánta. 1536-ban azonban legidősebb fiának, a 13 éves Lajosnak halálakor annak öccse, a 8 éves Emánuel Filibert herceg lépett elő Savoya trónjának örökösévé. Ekkortól kezdve erős politikai-katonai nevelésre fogták.
Az itáliai háborúk során 1536-ra Savoya és Piemont csaknem teljes területe ellenséges francia katonai megszállás alá került. A felnövekvő trónörökös számára csak a császári hadseregben való fegyveres szolgálat lehetősége maradt.
Részt vett a császár hadjárataiban a protestáns német fejedelmek ellen. Harcolt az 1546-os ingolstadti és az 1547-es döntő mühlbergi csatában. Az 1551–59-es Habsburg–Valois háborúban a birodalmi hadsereg tisztjeként vett részt az I. Ferenc francia király elleni Habsburg hadjáratokban. Harcolt Metz-nél és a piemonti Bra alatt (1552). Kiemelkedő haditettet hajtott végre, amikor 1553 júliusában elfoglalta és a császár utasítására lerombolta a megerődített Hesdin városát, az utolsó francia erősséget Pas-de-Calais térségében. 1553-ban a császár a flandriai spanyol csapatok főparancsnokává és a tartomány katonai kormányzójává nevezte ki. Ebben az időben szerezte a „Vasfejű” (testa di ferro) ragadványnevét. Nem tudjuk, a hadjáratokban viselt acélsisakjáról vagy konok parancsnoki akaratáról kapta-e.
Alig egy hónappal később, 1553. augusztus 17-én meghalt az apja, III. Károly herceg. A 27 éves Emánuel Filibert lett Savoya és Piemont névleges uralkodója. Országainak francia megszállása miatt továbbra is a Habsburg-ház katonai szolgálatában maradt. Nagybátyjának, V. Károly császárnak visszavonulása után unokafivérét, Károly fiát, II. Fülöp spanyol király szolgálta, aki 1555-ben kinevezte őt a Spanyol Németalföld királyi helytartójává, e tisztséget 1559-ig töltötte be. Tekintélyt szerzett, egy ideig VIII. Henrik angol király leányának, Tudor Erzsébet királyi hercegnőnek, a későbbi királynőnek is udvarolt. Az angol Térdszalagrend lovagjává avatták.
Németalföld helytartójaként személyesen vezette az Észak-Franciaország elleni spanyol offenzívát. 1557. augusztus 10-én a saint-quentini csatában rendkívüli jelentőségű győzelmet aratott Gaspard de Coligny de Châtillon francia főhadparancsnok csapatai fölött.
1559-ben a győztes Spanyolország megkötötte Franciaországgal a cateau-cambrésis-i békeszerződést. A szerződésben többek között rendezte a Savoyai Hercegség helyzetét is. A 25 év óta itt állomásozó francia megszállók távoztak, a Savoyai-ház hatalma helyreállt. Emánuel Filibert herceg visszakapta örökségét, Savoyát, Piemontot, a dél-burgundiai Charolais grófságot, és a Rhône-menti Bugey és Bresse tartományokat. Csak Genf városa és öt fontos piemonti erődítmény maradt francia kézben.

### Házassága

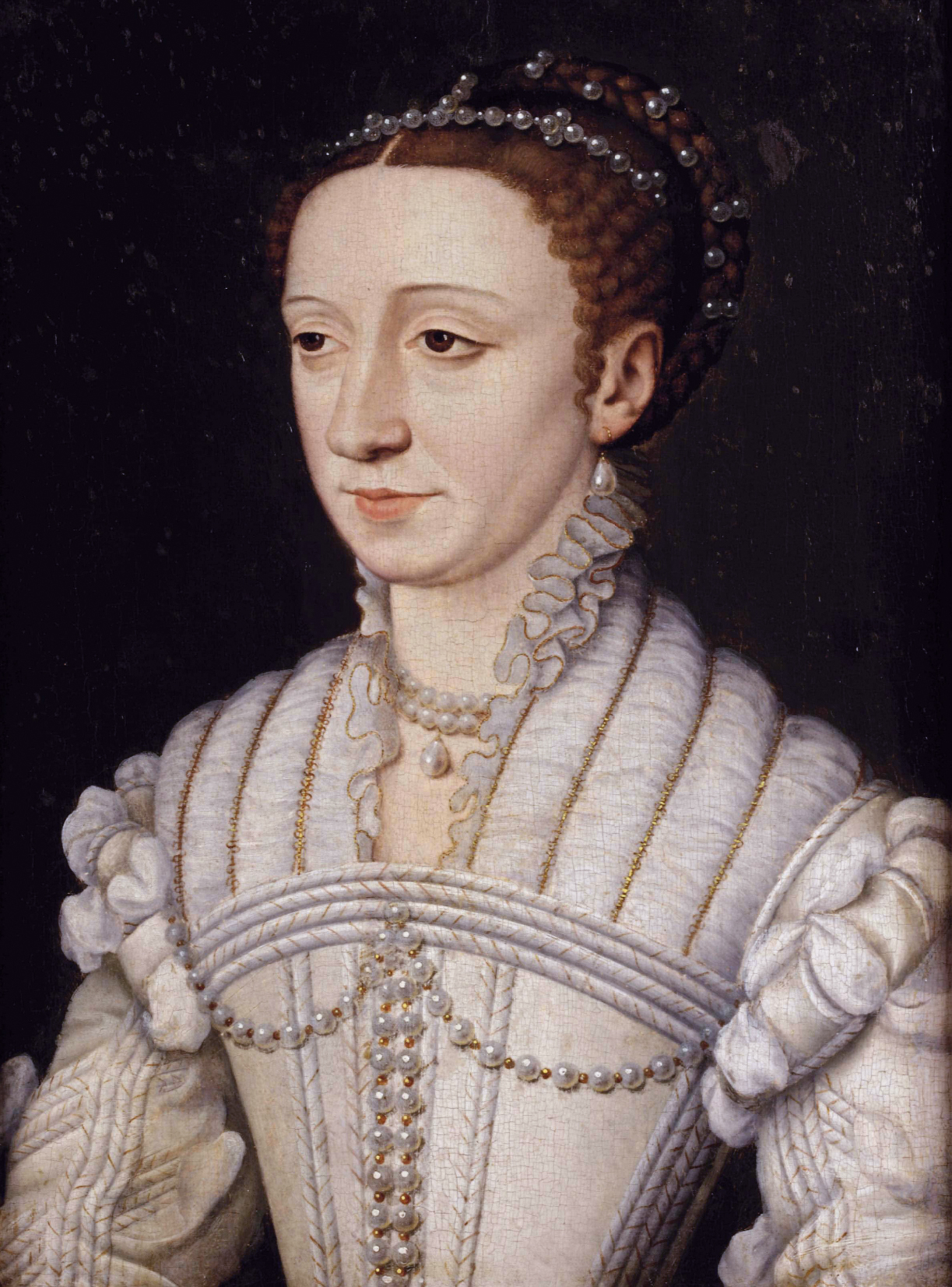
Felesége, Valois Margit, Berry hercegnője

Az 1559-es cateau-cambrésis-i békeszerződésben a győztes két fontos dinasztikus házasságot is kikényszerített: Egyfelől II. Henrik francia király a leányát, Valois Erzsébet királyi hercegnőt (1545–1568) feleségül adta a frissen megözvegyült II. Fülöp spanyol királyhoz. Másfelől Fülöp király unokafivére, Savoyai Emánuel Filibert herceg, Spanyolország szövetségese, a császár hűbérese feleségül kapta II. Henrik király saját húgát, Valois Margit királyi hercegnőt (1523–1574), Berry hercegnőjét, I. Ferenc francia király és Valois Klaudia bretagne-i hercegnő legkisebb leányát. A Savoyai-birtokok visszaadására II. Henrik – saját presztízsének védelmében – azt az elegáns megoldást alkalmazta, hogy húga, Margit királyi hercegnő hozományként vitte a házasságba Piemont és Savoya hercegségeit, melyeket Franciaország negyed évszázaddal korábban elfoglalt. Az első esküvőt, Erzsébet hercegnő és Fülöp király kézfogóját (képviselők útján) június 22-én tartották. Június 30-án az ünnepi lovagi tornán a menyasszony apját, II. Henrik királyt halálos baleset érte. A kínok közt haldokló király utolsó percéig sürgette a második, szomorú esküvő megtartását, amelyre július 10-én került sor, ugyanezen a napon Henrik király belehalt sérülésébe.
Emánuel Filibert herceg és Margit királyi hercegnő házasságából egyetlen gyermek született, Károly Emánuel herceg, aki 1580-ban apja utódaként I. Károly Emánuel néven Savoya uralkodó hercege lett.

### Savoya uralkodó hercege

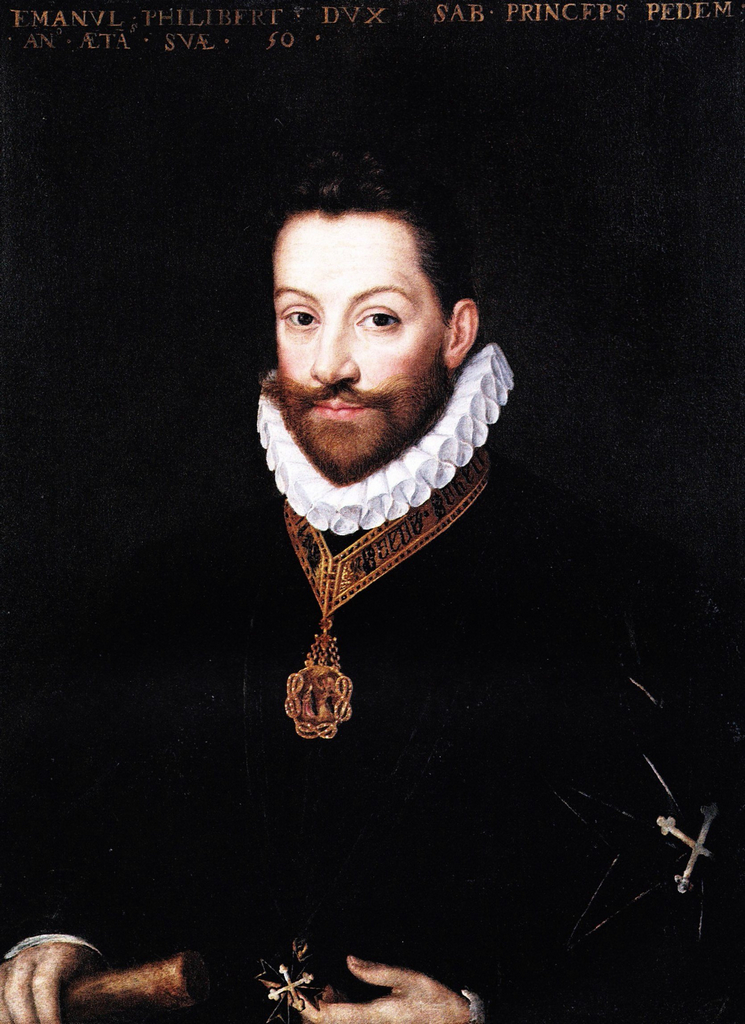
Emánuel Filibert, Savoya uralkodó hercege, 1579

Uralkodóként Emánuel Filibert herceg igyekezett helyreállítani a károkat, amelyeket Savoya a Franciaország elleni hosszú és költséges háborúskodásban elszenvedett. Ügyes politikai stratégaként kihasználta az európai hatalmak ellentéteit, és visszanyerte Torino városát. 1574-ben és 1575-ben Emánuel Filibert már visszaszerezte a piemonti Pinerolót (Pignerol) és Astit, és további kisebb területeket.
1563-ban Emánuel Filibert hercegi székvárosát a savoyai Chambéryből a piemonti Torinóba helyezte át. A közigazgatás és az igazságszolgáltatás hivatalos nyelvét, a latint az olasz nyelvre cserélte. 1580-ban a Saluzzói őrgrófság visszaszerzésén dolgozott, de halála megakadályozta tervének véghezvitelét.
Emánuel Filibert herceg erősen ösztönözte az államszervezet modernizálását, a közigazgatás újjászervezését. Támogatta a manufaktúrák és a parasztgazdaságokat, hogy kiheverhessék a fosztogató megszállók által okozott károkat. Tartós támogatást adott a bankrendszernek is. Leszereltette a középkori feudális bandériumokat és zsoldos csapatokat. Helyettük lerakta egy korszerű, jól felszerelt és kiképzett állandó központi hadsereg alapjait, amelynek magvát a minden tartományban megszervezett állandó milíciák rendszere képezte. A Savoyai Hercegség kis hadiflottája, a nizzai Andrea Provana di Leinì admirális vezetésével részt vett a lepantói csatában (1571).
1572-ben XIII. Gergely pápa egyesítette és a Savoyai-ház védnöksége alá helyezte a pápai alapítású Szent Móric-rendet és az 1434-ben VIII. Amadé savoyai herceg (és ellenpápa) által alapított Szent Lázár-rendet. Az egyesített Szent Móric és Szent Lázár-rend nagymesterévé Emánuel Filibert herceget tette meg.

### Utolsó évei
1574-ben elhunyt a felesége, Valois Margit hercegné. 1578. szeptember 14-én Emánuel Filibert herceg átszállíttatta a ma „torinói lepelnek” nevezett ereklyét a chambéry-i Sainte-Chapelle kápolnából a torinói Szent János-székesegyházba, ahol napjainkban is őrzik.
1580. január 31-én elhunyt a nagybátyja, I. Henrik portugál király (Emánuel Filibert 1538-ban elhunyt anyjának, Beatrix portugál infánsnőnek öccse, I. Mánuel király és Aragóniai Mária fia). Örököst nem hagyott hátra, előállt az 1580-as portugál örökösödési válság. Henrik király két unokaöccse, Antal infáns és II. Fülöp spanyol király mellett Emánuel Filibert herceg is igényt támasztott (anyja jogán) a portugál királyi trónra. Azonban hamarosan vissza kellett lépnie, mivel II. Fülöp spanyol király fegyveres erővel érvényesítette igényét, megindította a portugál örökösödési háborút, amelynek eredményeképpen 1583-ban Fülöpöt Portugália királyává (is) koronázták.

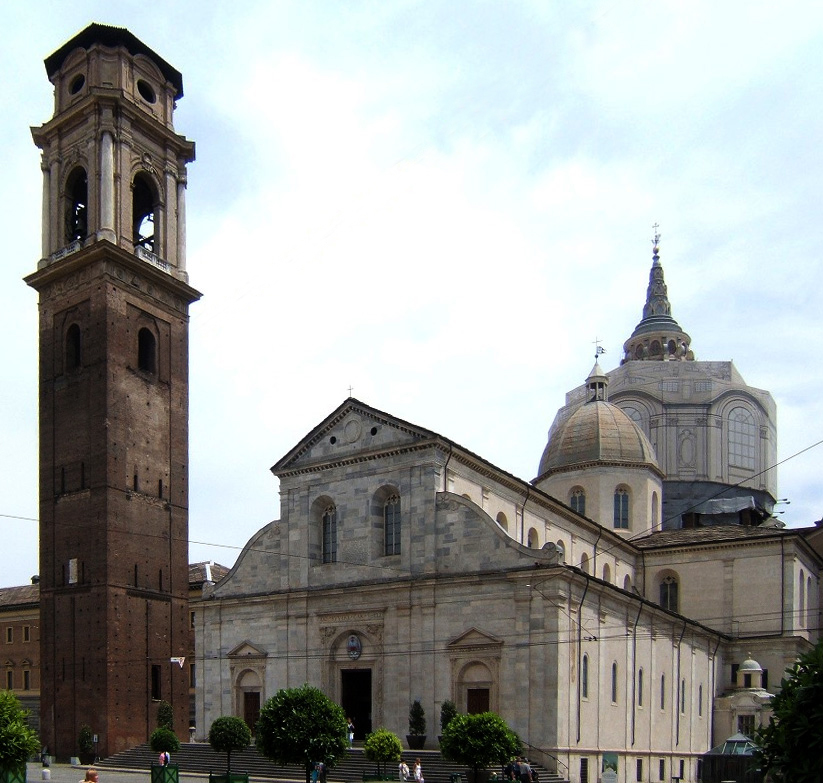
A torinói Keresztelő Szent János-székesegyház

### Elhunyta, öröksége
Az özvegy Emánuel Filibert herceg 1580 augusztusában hunyt el. A torinói székesegyházban temették el. Örökébe fia, I. Károly Emánuel herceg lépett, aki 1584-ben saját unokahúgát, Katalin Mihaéla spanyol infánsnőt, II. Fülöp spanyol király és Valois Erzsébet francia királyi hercegnő leányát, II. Henrik francia király unokáját vette feleségül.
Emánuel Filibert herceg szilárd államszervezetet, rendezett közigazgatást hagyott hátra. Utódai aktívan részt vettek az európai politikai intrikákban, sikeresen terjeszkedtek, a Savoyai Hercegséget a következő két évszázadban európai középhatalommá növelték. A Szárd–Piemonti Királyság mindig a győztesek oldalán zárta a következő háborúkat, a 19. században az olasz risorgimento mozgalmat saját szolgálatába állította, és a Savoyai-ház koronája alatt létrehozta az Olasz Királyságot.

### Emlékezete
1838-ban a torinói San Carlo téren felállították Emánuel Filibert herceg bronz lovasszobrát, Carlo Marochetti művét, melynek neve a helyi köznyelven csak Caval ’d Brôns / Caval ëd Bronz, azaz „bronzló.” Az emlékmű talapzatán domborművek örökítik meg a herceg életének legfontosabb eseményeit, a cateau-cambrésis-i békekötést és a saint-quentini csatát.

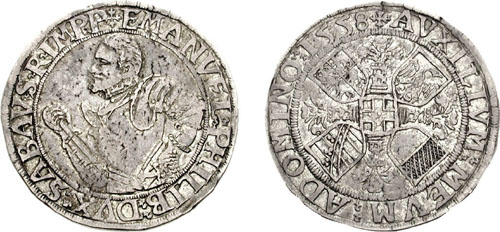
Savoyai tallér, a herceg képmásával, 1558
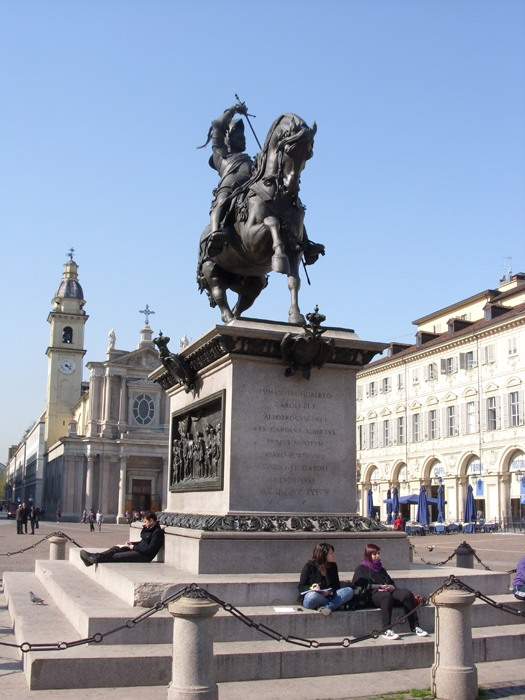
Lovas szobra Torinóban, a San Carlo téren
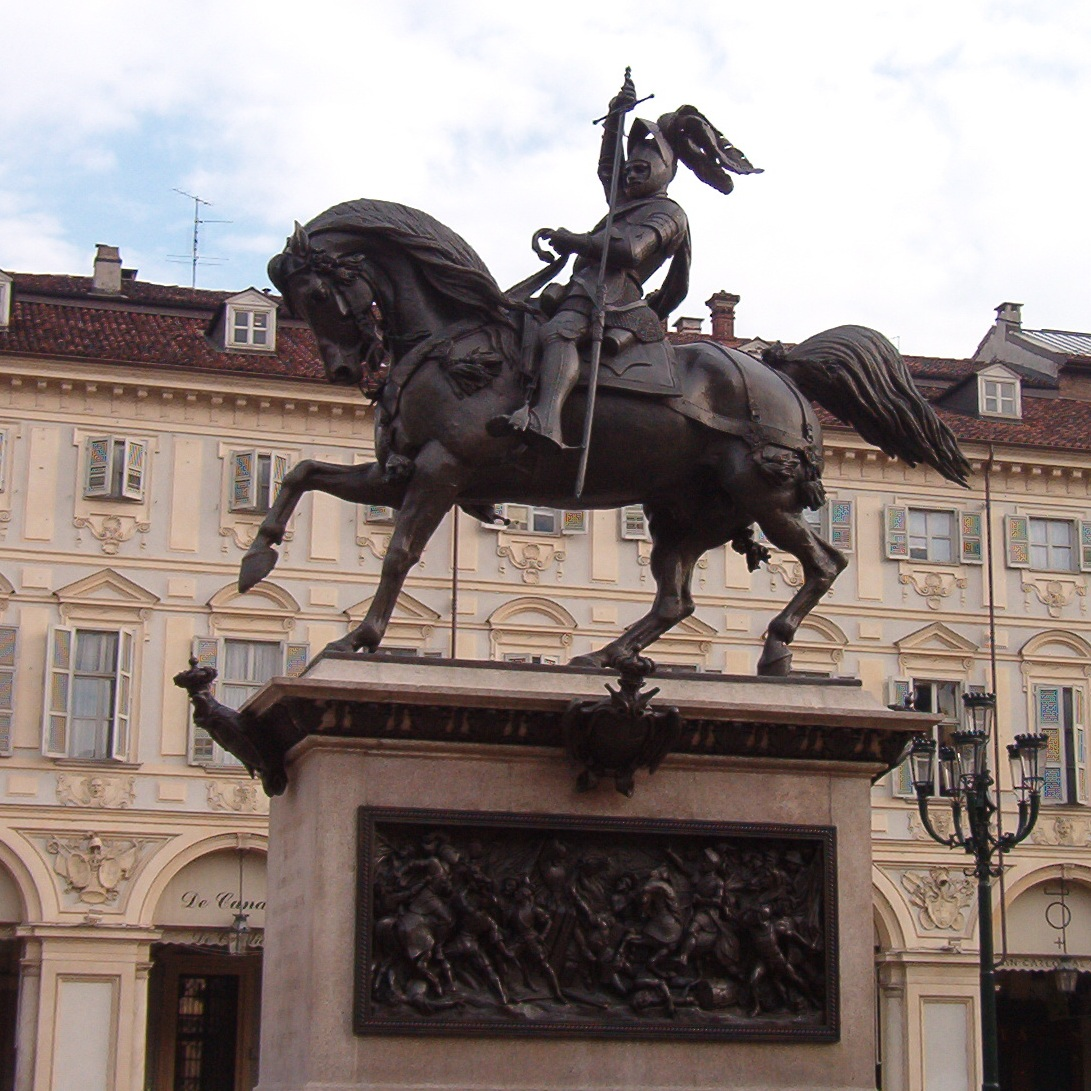
Lovas szobra Torinóban, a San Carlo téren
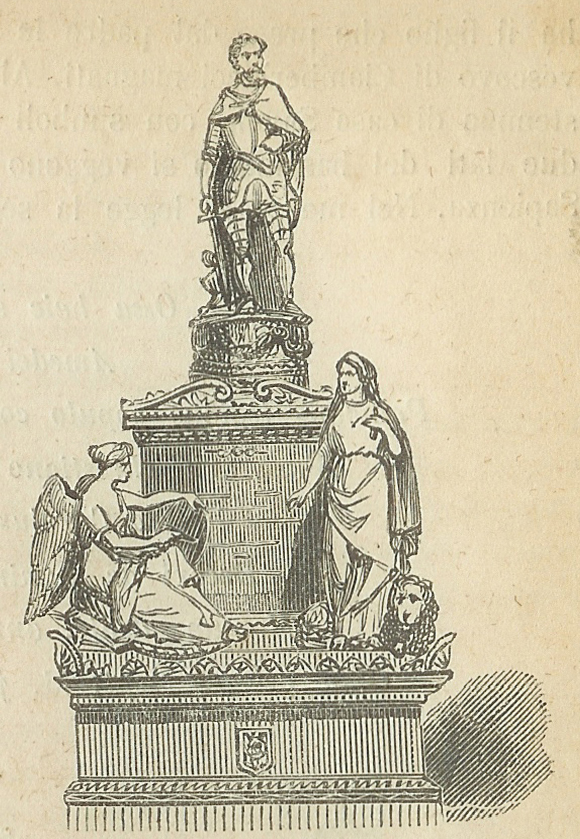
Síremléke a torinói székesegyházban